# FEB Eredivisie 1968-1969
La FEB Eredivisie 1968-1969 è stata la 24ª edizione del massimo campionato olandese di pallacanestro maschile. La vittoria finale è stata ad appannaggio del Punch Delft.

## Risultati

### Stagione regolare
|     | Squadra              | G  | V  | P  | PF   | PS   | Pt. | Qualificazione |
| --- | -------------------- | -- | -- | -- | ---- | ---- | --- | -------------- |
| 1.  | Punch Delft          | 23 | 21 | 2  | 1755 | 1141 | 42  |                |
| 2.  | Blue Stars           | 23 | 20 | 3  | 1972 | 1368 | 40  |                |
| 3.  | Flamingo's Haarlem   | 22 | 18 | 4  | 1817 | 1439 | 36  |                |
| 4.  | SVE Utrecht          | 22 | 12 | 10 | 1466 | 1498 | 24  |                |
| 5.  | Rotterdam-Zuid       | 22 | 12 | 10 | 1384 | 1332 | 22  |                |
| 6.  | Landlust Amsterdam   | 22 | 11 | 11 | 1458 | 1410 | 22  |                |
| 7.  | Agon Amsterdam       | 22 | 11 | 11 | 1388 | 1605 | 22  |                |
| 8.  | Leida                | 22 | 10 | 12 | 1421 | 1522 | 20  |                |
| 9.  | Wilskracht Amsterdam | 22 | 8  | 14 | 1422 | 1683 | 16  |                |
| 10. | Suvrikri Den Haag    | 22 | 6  | 18 | 1267 | 1516 | 12  |                |
| 11. | Argus Voorburg       | 22 | 2  | 20 | 1345 | 1691 | 4   | retrocesse     |
| 12. | Herly Amsterdam      | 22 | 2  | 20 | 1185 | 1675 | 4   | retrocesse     |

| FEB Eredivisie 1968-1969 |
| ------------------------ |
| Punch Delft 1º titolo    |